# Cat's Eye (manga)
Cat's Eye (キャッ ツアイ Kyattsu Ai?), conocido en español como Ojos de Gato, es un manga de Tsukasa Hōjō, fue publicada en la revista Shōnen Jump entre 1981 y el 1984. Fue adaptado al anime en dos temporadas de 36 y 37 episodios entre 1983 y 1985, con un espacio de más de 6 meses entre ellas. Además fue adaptado en un episodio especial de Dorama en 1988 y en una película en imagen real en 1996.
Una nueva adaptación en formato ONA y producido por Liden Films, se estrenará en Disney+ en septiembre de 2025.

## Argumento
Ojos de Gato siempre anuncia sus robos mandando a sus víctimas una carta de trabajo. Lo que es más sorprendente es que siempre consiguen salirse con la suya. La razón de esto puede ser que, por casualidad, el novio de Hitomi, Toshio Utsumi, es el detective a cargo de las investigaciones sobre Ojos de Gato, constituyendo así una buena fuente de pistas interna sobre el trabajo de la policía. Desafortunadamente, también está el colega de Toshio, Mitsuko Asatani, que sospecha que Hitomi pertenece al grupo Ojos de Gato. ¡Que curiosa coincidencia que el café de Ojos de Gato está situado frente a la estación de policía!.
A modo de curiosidad, el café Ojos de Gato aparece en el manga y anime City Hunter del mismo creador, el café es alquilado a dos personajes de la serie por las tres hermanas y es uno de los escenarios más recurrentes dentro de la serie.

## Personajes
Hitomi Kisugi (来生 瞳 Kisugi Hitomi?)
 Seiyū: Keiko Toda, Mikako Komatsu (2025)
Hitomi es la protagonista principal de la serie. Segunda hija de Michael Heinz, Hitomi suele ser quien comete los atracos, y por eso se la conoce como Ojo de Gato. Al igual que Rui, es una atleta consumada y muy versada en varias disciplinas y habilidades que van desde montar a caballo hasta abrir cajas fuertes. Es una gimnasta experta y puede realizar movimientos acrobáticos complejos con facilidad y gracia. Es capaz de escapar de la mayoría de las ataduras y esposas con un mínimo esfuerzo, y se infiere que es ambidiestra y tiene doble articulación. Es una hábil artista marcial con competencia en varias disciplinas, especialmente judo, boxeo y karate, y también tiene títulos en kendo y aikido. Hitomi es muy encantadora, inteligente, dulce, fraternal, leal, astuta, coqueta, cariñosa y bondadosa. Al igual que Rui, Hitomi también puede disfrazar su apariencia sin esfuerzo y puede hablar varios otros idiomas.
Rui Kisugi (来生 泪 Kisugi Rui?)
 Seiyū: Toshiko Fujita, Keiko Toda (City Hunter: Shinjuku Private Eyes), Rika Fukami (Lupin the 3rd vs. Cat's Eye), Ami Koshimizu (2025)
Rui es la segunda protagonista de la serie. La elegante y moderna hermana mayor de Hitomi, Rui, es la líder y el cerebro del grupo "Ojo de Gato" y quien suele trazar estrategias y planificar los atracos. Con una apariencia de modelo, sofisticación mundana y una inteligencia agudísima, es capaz de manejar casi cualquier situación. Es extremadamente atlética y competente en una gran cantidad de actividades y habilidades, incluyendo carreras de autos, ala delta, paracaidismo, pilotaje de helicópteros, conducción de motocicletas, patinaje sobre ruedas, skateboarding, artes marciales, electrónica, pistolas y buceo. Es una actriz talentosa y puede disimular su apariencia sin esfuerzo. También habla con fluidez varios idiomas, incluyendo inglés, francés y alemán; y puede leer los labios con precisión. Rui actúa como la figura materna de sus hermanas y las protege con gran dedicación. Es la única hermana que conserva un recuerdo imborrable de sus padres.
Ai Kisugi (来生 愛 Kisugi Ai?)
 Seiyū: Chika Sakamoto, Yumiri Hanamori (2025)
Ai es la tercera protagonista de la serie. Como hermana menor del trío, Ai tiene una personalidad y un comportamiento atrevidos y poco femeninos, además de un coeficiente intelectual excepcional y es especialmente hábil en mecánica, programación e ingeniería. Ha construido una amplia gama de dispositivos para ayudar a sus hermanas en sus atracos. Como adolescente típica, parece estar muy ocupada y sueña con enamorarse. Siendo una estudiante de preparatoria, también tiene un gatito atigrado llamado "Tigre". Aunque no es tan hábil como sus hermanas, Ai domina varias habilidades y suele ser quien opera los vehículos de escape para los atracos, incluyendo helicópteros, girocópteros, camiones, motocicletas, autos y miniaviones. Su mayor debilidad reside en que es físicamente la más débil de las tres hermanas (como se ve en el anime cuando intentó hacerle un suplex a un luchador, pero la maniobra le salió mal), pero a cambio, también es la más ágil.
Toshio Utsumi (内海 俊夫 Utsumi Toshio?)
 Seiyū: Yoshito Yasuhara, Takuya Satō (2025)
Toshio es el amor de la preparatoria de Hitomi. Toshio siempre soñó con ser detective de policía, incluso en la prepa, y al graduarse de la Academia fue asignado a la Comisaría del Distrito Inunaki (犬鳴, "Perro Llorón") en el corazón de Tokio. Si bien Toshio siempre quiso casarse con Hitomi, juró no hacerlo hasta haber capturado a Ojo de Gato (sin embargo, ya dio el primer paso y le propuso matrimonio). Aunque un poco torpe, muy crédulo, desafortunado y no muy bueno para encontrar pistas, su férrea determinación y su inquebrantable persistencia han impresionado a sus supervisores. Sin embargo, es muy testarudo y se mete en peleas verbales con su jefe constantemente. Toshio no lleva pistola y prefiere usar su ingenio y sus puños para enfrentarse a los criminales. Tiene debilidad por las mujeres hermosas (sobre todo las rubias) y constantemente pone celosa a Hitomi.
Jefe (課長 Kacho?)
 Seiyū: Kenji Utsumi
El exigente Jefe de Sección de Toshio, quien supervisa la División de Detectives de la Comisaría Inunaki. No se sabe nada de él, ni siquiera su nombre completo se revela. Constantemente discute con Toshio por su gestión de la investigación de Ojo de Gato y lo regaña a la menor oportunidad.
Mitsuko Asatani (浅谷 光子 Asatani Mitsuko?)
 Seiyū: Yoshiko Sakakibara
Una investigadora especial enviada desde la sede de la policía de Tokio para ayudar en las investigaciones de Ojo de Gato. Asatani tiene un intelecto muy agudo y una personalidad muy astuta, y es considerada una oficial de élite del Departamento de Policía Metropolitana de Tokio. Es una tiradora experta (ganó el Campeonato Nacional de Pistola de Aire Comprimido) y es competente en varias artes marciales. Es cinturón negro de cuarto grado en karate y cinturón negro de segundo grado en judo, lo que la hace más que rival para Hitomi. También es una gran belleza, incluso fue coronada reina de belleza durante uno de los casos de Ojo de Gato. Fue una de las primeras personas en sospechar que Hitomi era la verdadera identidad de Ojo de Gato, pero nunca logró encontrar pruebas definitivas. Su principal debilidad es que debe usar gafas graduadas todo el tiempo, ya que es prácticamente ciega sin ellas. Aunque nunca se explica en detalle en la serie de televisión, en el manga se dice que está secretamente enamorada de Toshio, para disgusto de Hitomi.
Michael Heinz (ミケール・ハインツ?)
Heinz, un prodigio artístico en Alemania durante la década de 1930, poseía tal talento que a los 10 años ya comenzaba a componer los inicios de su impresionante colección de arte, que no solo contiene elaboradas pinturas y litografías, sino también joyas, esculturas y obras de metal únicas. Incluso era capaz de crear exquisitos instrumentos musicales. Por ello, sus obras eran muy codiciadas entre coleccionistas y galerías de arte, y muchos pagarían cantidades exorbitantes por poseer una de ellas. Cuando el partido nazi comenzó a tomar el control de Alemania, Heinz huyó del país por temor a la represión política y artística. Viajando por todo el mundo, finalmente se estableció en Japón, donde conoció y se casó con una joven japonesa, lo que dio lugar al nacimiento de las hermanas Kisugi. Tras el nacimiento de su tercera hija, Ai Kisugi, Heinz viajó a Estados Unidos, donde desapareció en circunstancias misteriosas. Su vasta e invaluable colección de obras de arte pronto fue subastada y distribuida entre comerciantes de arte de todo el mundo. Con el tiempo, muchas piezas llegaron a Japón a manos de diversos comerciantes privados (muchos de ellos con vínculos criminales). En los años siguientes, la colección fue robada pieza por pieza, a pesar de las fuertes medidas de seguridad, por un trío de ladrones que se hacían llamar "Ojo de Gato", quienes en realidad eran las hijas adultas de Heinz que buscaban pistas sobre su paradero y esperaban llamar su atención para sacarlo de su escondite. Rui, Hitomi y Ai descubren que su padre está en Estados Unidos y viajan allí para encontrarlo. Finalmente, se revela que Michael fue traicionado y obligado a exiliarse por su celoso hermano gemelo Cranaff (クラナッフ), quien luego robó la identidad de Michael para lucrarse con el sindicato. Esta revelación frustra la esperanza de las hermanas de encontrar a su padre recuperando su obra de arte, y el Ojo de Gato cesó sus operaciones.
Sadatsugu Nagaishi (永石 定嗣 Nagaishi Sadatsugu?)
 Seiyū: Tamio Ōki, Mugihito (Lupin the 3rd vs. Cat's Eye)
Amigo de confianza y confidente de las tres hermanas, muy buen amigo de Heinz y su esposa. Nagaishi proporciona información detallada para los atracos de Ojo de Gato y también les ayuda a conseguir cualquier hardware u otro equipo sofisticado que puedan necesitar y que Ai no pueda proporcionarles. Su pasado es un misterio, pero es posible que haya sido miembro de las Fuerzas Armadas, ya que posee cierta experiencia militar.
Kazumi (和美?)
 Seiyū: Chiyoko Kawashima
Una chica de la escuela de Ai que tomó una foto de Hitomi mientras tomaba fotografías de la luna con un teleobjetivo. Más tarde se jactó ante una de sus amigas de que había tomado fotos de Cat's Eye, lo que hizo que Ai (que escuchó la conversación) entrara en pánico. Kasumi se determinó a revelar la verdadera naturaleza de Cat's Eye y planeó ir al lugar del próximo objetivo de Cat's Eye con su cámara. Logró ver bien la parte trasera de Cat's Eye y pensó que Hitomi encajaba muy bien en esa foto, y solo se convenció más cuando vio a Hitomi jugando con algunos punks en el parque. Asatani también se dio cuenta de esto y confía en Kazumi. Con una historia sobre que su padre estaba ausente (que no es seguro para una niña estar sola en casa), Kazumi se infiltra en la casa de Kisugi y le pide a Ai que la deje pasar la noche. Sin embargo, las hermanas Kisugi lograron eludir astutamente las sospechas de Kazumi al hacer creer que Hitomi todavía estaba en casa durante la misión Ojo de Gato.

### Manga
El manga fue creado por Tsukasa Hōjō su editorial fue Shūeisha y publicado por Shōnen Jump entre 1981 a 1985.

### Anime
Cat's Eye es un anime realizado por TMS Entertainment tiene un total de 73 capítulos que se divide en dos temporadas de 36 y 37 episodios. La serie fue transmitida por Nihon TV. Fuera de Japón, la serie es bastante conocida en países como Italia, Francia, Alemania, España o Chile. En España, fue emitida por primera vez a primeros de los 90, en la cadena privada Antena 3 Televisión, con un doblaje al español grabado en Estados Unidos para la ocasión y bajo el nombre de Ojos de Gato. Una década después, Canal Sur y Canal 53 Madrid repusieron la serie con ese mismo doblaje. El cual luego sería vendido en Latinoamérica para canales como ETC TV.
La primera serie del anime fue lanzada en DVD en Norteamérica, a principios de septiembre de 2007.
City Hunter: Shinjuku Private Eyes
El trío de ladronas Ojos de Gato tienen una aparición en la película del 2019 City Hunter: Shinjuku Private Eyes. Aparecen como dueñas del café Ojos de Gato ante los protagonistas de la película.
Lupin III vs. Ojos de Gato
El 22 de septiembre de 2022, TMS Entertainment anunció una película crossover en CGI con Lupin III. El nuevo proyecto celebra tanto el 50.º aniversario del anime de Lupin III, como el 40.º aniversario del manga Ojos de Gato. El anime está dirigido por Kōbun Shizuno e Hiroyuki Seshita, con Keisuke Ide como asistente de dirección, Shūji Kuzuhara está escribiendo los guiones, Yuji Ohno y Kazuo Otani compondrán la música, y Haruhisa Nakata y Junko Yamanaka están diseñando los personajes. Keiko Toda repetirá su papel de Hitomi Kisugi. Así mismo, Rica Fukami reemplazará a la fallecida Toshiko Fujita en el papel de Rui Kisugi. La película se estrenará en todo el mundo de forma exclusiva en Amazon Prime Video el 27 de enero de 2023.
El 21 de noviembre de 2024 se anunció una nueva adaptación de animación original en red (ONA), cuyo estreno está previsto para 2025 en Disney+.

### Banda sonora
- Opening :
- "Cat's Eye" por Anri (1-36)
- "Dellinger" por Mariko Tone (37-73)
- Ending :
- "Dancing With the Sunshine" por Anri (1-36)
- "Hot Stuff" por Sherry Savage (37-73)